# Jan Karbowski (inżynier)
Jan Karbowski (ur. 23 października 1870 w Warszawie, zm. 4 listopada 1933 tamże) – polski inżynier i architekt, budowniczy linii kolejowych w Rosji i Polsce.

## Życiorys

### Wykształcenie i praca zawodowa
W 1890 ukończył Szkołę Techniczną Drogi Żelaznej Warszawsko-Wiedeńskiej przy ul. Chmielnej w Warszawie. Następnie odbył studia wyższe inżynierskie w Petersburgu, po których przez blisko 20 lat kierował robotami związanymi z rozwojem sieci kolejowej w Rosji. Były to m.in.: budowa mostu na Donie i linii wschodniodonieckiej, stanowiącej odnogę kolei południowowschodniej (1899-1900); rozbudowa stacji Bołogoje na linii Bołogoje-Siedlce, będącej odnogą kolei witebskiej; budowa mostów i roboty ziemne na linii Kijów-Woroneż; budowa odcinka kolei windawsko-rybińskiej (1903-1904); przebudowa mostów na linii Ruzjewka-Penza kolei moskiewsko-kazańskiej (1905-1909); budowa linii Niżny Nowogród-Tiwiriazewo, w tym wznoszenie ścian oporowych, podziemnych sztolni i wiaduktów na Okskim Kosogorju (1910-1911); budowa odnogi kolei obwodowej w Moskwie (1912); budowa kolei elektrycznej Petersburg-Oranienbaum (1913-1915); budowa 47-km linii Orsza-Worożba (1916). W początkach swej kariery był też budowniczym koszar w Olicie. Pracował najpierw dla cudzych przedsiębiorstw, później zaś założył własną firmę, wykonującą zlecenia rządowe.
Wkrótce po powrocie do kraju w 1918 r. został dyrektorem zarządzającym w Polskim Towarzystwie Budowlanym SA (razem z inż. Kazimierzem Górskim oraz prof. Politechniki Lwowskiej i ministrem robót publicznych Janem Łopuszańskim, kierującym oddziałem firmy we Lwowie przy ul. Kościuszki 6). Zarząd firmy tworzyli: prezes hr. Stanisław Mycielski oraz Jan Steczkowski i Stanisław Rybicki, a jej biuro mieściło się przy ul. Wierzbowej 9 w Warszawie. PTB zajmowało się budową linii kolejowych, zakładów przemysłowych i wykonywaniem robót wodnych, a jego majątek stanowiły własne lasy, tartaki w Zgierzu i Grotnikach, cegielnia w Kaszewach i zakłady stolarskie. Największą inwestycją zrealizowaną przez firmę był most średnicowy w Warszawie.
W 1923 Karbowski wraz z inż. Józefem Kurowskim założył biuro techniczne pod firmą „J. Karbowski i J. Kurowski Towarzystwo Inżynieryjno-Budowlane SA”, które mieściło się przy ul. Koszykowej 33. Zajmowało się ono głównie pracami przy inwestycjach kolejowych, m.in. przy budowie odcinków: Kalety-Herby i Rusiec-Kozuby na linii Kalety-Podzamcze, stanowiącej część magistrali węglowej Śląsk-Gdynia (1925-1926); Bąk-Kościerzyna, Kościerzyna-Gołubie i Somonino-Babi Dół na linii kolejowej Bydgoszcz-Gdynia (1925-1930); Karsznice-Zduńska Wola na linii kolejowej Herby-Inowrocław (1931-1933); a także na linii kolejowej Kraków-Miechów (1932-1934). Firma działała także po jego śmierci, a w 1937 r. przekształciła się w „Zjednoczone Firmy Towarzystwo Inżynieryjno-Budowlane J. Karbowski i J. Kurowski SA, Przedsiębiorstwo Robót Inżynieryjno-Budowlanych F. Oppman i H. Kozłowski, Towarzystwo Inżynieryjno-Budowlane «Rozbudowa» SA” z siedzibą przy ul. Mokotowskiej 46 i istniała do 1951 r.
Karbowski był także członkiem zarządu Przemysłowych Zakładów Chemicznych „Zagożdżon” SA w Pionkach (z siedzibą warszawskiego biura przy ul. Grójeckiej 56). Oprócz niego zarząd tworzyli: prezes Tadeusz Szulborski i wiceprezes hr. Kazimierz Kwilecki oraz Zygmunt Zaborowski (były prezes PCK), hr. Zygmunt Plater, Józef Wójcicki i Stanisław Dzierżanowski. Firma nie sprostała konkurencji działającej w tej samej miejscowości Państwowej Wytwórni Prochu i Materiałów Kruszących i zbankrutowała w 1927 r.
Oprócz projektowania i kierowania pracami budowlanymi zajmował się również pisaniem opracowań teoretycznych na ten temat. Był współautorem rozdziału IV Roboty ziemne w Podręczniku do obliczania kosztów robót budowalnych (wyd. Warszawa 1922), a także autorem rozdziału Maszyny w zakresie potrzeb inżynierji lądowej i wodnej, opublikowanego pośmiertnie w tomie IV (Maszyny i elektrotechnika, ustawodawstwo – dział uzupełniający, wyd. Lwów 1936) Podręcznika inżynierskiego w zakresie inżynierji lądowej i wodnej pod red. Stefana Bryły.

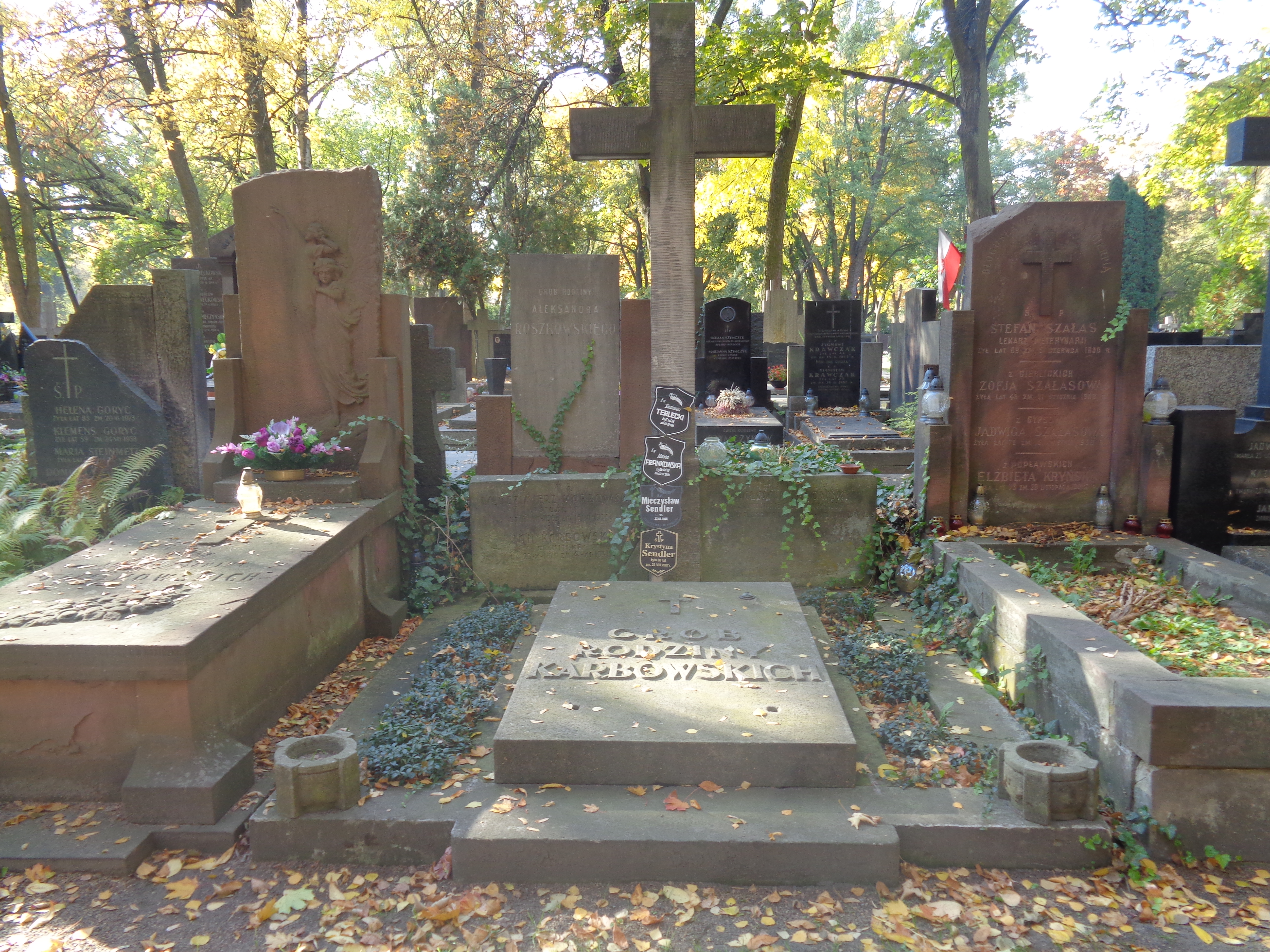
Grób Jana Karbowskiego na cmentarzu Powązkowskim

### Rodzina i działalność społeczna
W 1898 ożenił się z Marią z Krzyżanowskich, z którą miał troje dzieci: Wacława (1901-1932), oficera Wojska Polskiego; Włodzimierza (1903-1931), przedsiębiorcę i urzędnika; oraz Marię zamężną Frankowską (1906-1996), wybitną etnolog. Około 1912 r. kupił otoczony rozległym parkiem dawny pensjonat państwa Wiśniewskich przy ul. Kościuszki lub Chopina w Otwocku (obecnie teren TKKF), a prowadzenie tam sanatorium przeciwgruźliczego – drugiego w mieście, po sąsiednim zakładzie dr. Józefa Geislera – powierzył swojemu szwagrowi dr. Stanisławowi Krzyżanowskiemu (ojcu Ireny Sendlerowej).
W 1915 przed wejściem Niemców do Warszawy, ewakuował się wraz z rodziną w głąb Rosji, gdzie zamieszkali w guberni czernihowskiej; nadal też wykonywał zadania inżynieryjne dla władz carskich, wówczas związane z potrzebami wojennymi. Karbowscy repatriowali się w 1918 zamieszkali przy ul. Poznańskiej 14 m. 31 w Warszawie. Wobec śmierci dr. Krzyżanowskiego sanatorium otwockie zostało zlikwidowane ok. 1920 r., a jego siedzibę kupiły władze miasta, które urządziły w tym miejscu zakład wychowawczy dla dzieci.
Od 1920 Karbowski działał społecznie w Polskim Czerwonym Krzyżu. Został pochowany w grobie rodzinnym na cmentarzu Powązkowskim w Warszawie (kw. 139-1-4/5).